# Gerard de Groote
Gerhard o Gerard Groote o de Groote (neerlandès: Geert Grote; Deventer, Països Baixos Borgonyons; 1340 – 1384), va ser un diaca neerlandès que va iniciar un nou corrent espiritual en el si del catolicisme, la devotio moderna, i va fundar les Germanes de la Vida Comuna.

## Biografia
Nascut en una família benestant de Deventer, fill d'un mercader de draps, orfe als deu anys, va quedar en possessió d'una fortuna considerable. Va realitzar brillants estudis universitaris a París i a Colònia, i va exercir beneficis eclesiàstics a Utrecht, Aquisgrà i Colònia, sense haver rebut ordes religiosos.
El 1374, «es converteix», i rebutja les ciències profanes, tot això després de la seva conversa amb el prior de la cartoixa de Monnikhuizen, Enrique Eger. Després de la seva conversió, va renunciar als seus béns i prebendes, lliurant casa a una comunitat de beguines.
Va estar molt influenciat pels místics alemanys, sobretot per Heinrich Seuse, de qui llegeix Horologium sapientiae ("El Rellotge de la Saviesa") i Jan van Ruysbroek. A partir d' 1379 comença a predicar de manera itinerant pels Països Baixos. Per exercir sense traves la predicació pública va ser ordenat diaca pel bisbe de Utrecht. Criticà els costums eclesiàstiques del seu temps i predicà la conversió. Posà les bases d'una nova forma de vida religiosa - la germandat de la vida en comú- segons una nova concepció de l'espiritualitat, la devotio moderna.
Morí el 20 d'agost de 1384, als 44 anys.
Els seus ensenyaments van ser desenvolupats pels seus deixebles, especialment per Florens Radewijns (1350-1400), fundador d'una comunitat masculina anomenada Germans de la Vida Comuna.
Quan Gerhard Groote va iniciar en Deventer una de les moltes reformes semimonàstiques, propugnant una vida en comunitat per a homes dedicats a l'estudi, la pregària i la recerca del benestar a través de l'educació, no podia preveure com d'àmplia seria la influència dels Germans de la Vida Comuna. Lenta, però decisivament, la seva influència es va estendre per tota la regió renana: un darrere l'altre, els humanistes alemanys es van inspirar en aquesta font. Els deixebles havien de ser persuadits, no intimidats, i l'objectiu de l'educació va ser més moral que merament acadèmica. Encara que no hi va haver vinculació entre les escoles septentrionals de Hegius (1433-1498) i la revolució educatival meridional relacionada amb Vittorino da Feltre, en certa manera les dues van coincidir a Alsàcia, amb Wimpheling i Dringenberg, i des d'Alsàcia fertilitzaren gran part del sud d'Alemanya. I no cal oblidar que el més cèlebre alumne de l'escola de llatí de Deventer va ser Erasme de Rotterdam, que va estudiar allà des 1475-1484.

## Obras
Gerard de Groote deixà diverses obres ascètiques i autobiogràfiques que permeten conèixer els seu pensament, entre les quals destaca Resolucions i propòsits, no vots. La conversió de cor i la pràctica de les virtuts cristianes és el que ha de prevaler. Per a ell, la contemplació ha de ser una mica menys intel·lectual, per ser més senzilla. Segons Groote cal imitar la humanitat de Jesús de Natzaret i portar una vida activa però també contemplativa. La pràctica extrema de les virtuts cristianes, i el seu rigorisme, el van portar a cometre alguns excessos.